# Головин, Борис Вячеславович
Бори́с Вячесла́вович Голови́н (род. 4 ноября 1945) — российский дипломат. Чрезвычайный и полномочный посол (1993).
Окончил Московский государственный институт международных отношений (МГИМО) МИД СССР (1968).
С 6 апреля 1993 по 13 апреля 1999 года — чрезвычайный и полномочный посол Российской Федерации в Уругвае.
С 1 октября 1993 по 13 апреля 1999 года — наблюдатель Российской Федерации при Комитете представителей Латиноамериканской ассоциации интеграции по совместительству.
Женат, имеет двоих детей.

## Дипломатический ранг
- Чрезвычайный и полномочный посланник 2 класса (2 июля 1992)[4].
- Чрезвычайный и полномочный посол (8 февраля 1993)[5].